# Beshaba
Beshaba è una divinità immaginaria del gioco di ruolo fantasy Dungeons & Dragons; , presente in varie ambientazioni, fra cui Forgotten Realms, nella quale appartiene al pantheon faerûniano.

## Descrizione
È sorella di Tymora e, insieme a lei, è stata generata dalla divisione dell'antica dea della fortuna Tyche durante il Cataclisma dell'Alba. Dalla loro venuta al mondo Beshaba e Tymora, ed i loro rispettivi seguaci, lottano incessantemente.
Ha un carattere capriccioso, invidioso e vendicativo e invita i suoi seguaci a diffondere disgrazie, cosicché gli altri la preghino per poter evitare la malasorte. La dea viene più temuta che venerata e nessuno scorda mai di nominarla e invitarla, durante le cerimonie importanti o nei momenti di festa, per non recarle offesa. Oltre che diffondere paura e godere delle disgrazie altrui, a Beshaba sono particolarmente invisi i fortunati: a questi deve essere riservato l'assaggio della malasorte per ristabilire il giusto equilibrio. 
Suoi seguaci sono assassini, aruspici, giocatori d'azzardo, ladri e sadici. I suoi chierici la pregano a mezzanotte e si approfittano della paura diffusa fra la gente, per far elargire loro ospitalità, cibo e ricche donazioni.
Il suo simbolo sono delle corna di cervo nere su campo rosso